# Argo (cratère)
Pour les articles homonymes, voir Argo.
Argo est un petit cratère météoritique martien de la région de Meridiani Planum.La sonde Opportunity l'a découvert et visité aux alentours du 361e sol martien (janvier 2005).
Argo se situe à environ 300 mètres du bouclier thermique de l'atterrisseur d'Opportunity  ainsi que d'une météorite  baptisée Heat Shield Rock, la première météorite découverte sur Mars.

## Cratères visités par Opportunity

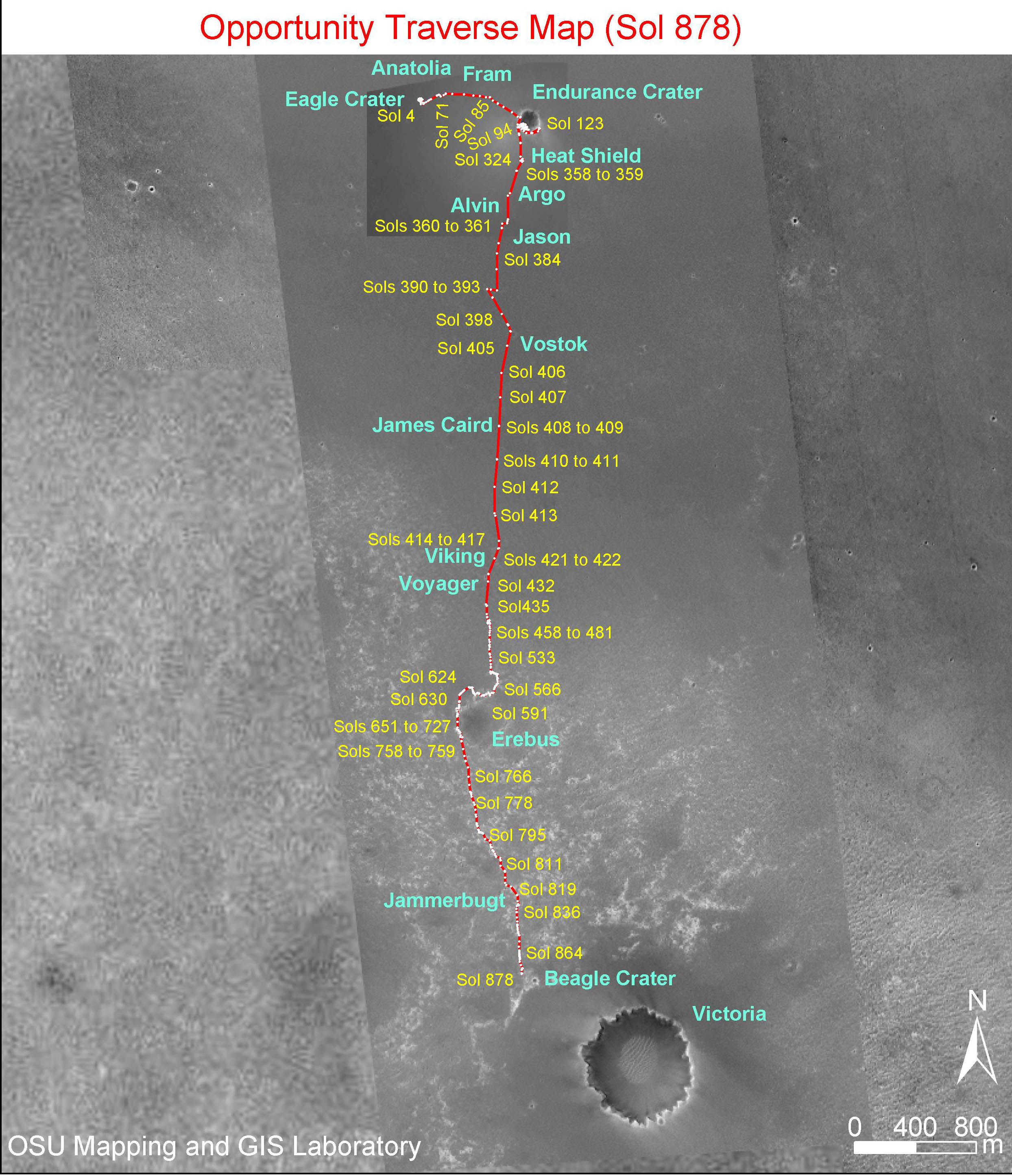
Trajet d'Opportunity sur Meridiani Planum

- Argo
- Beagle
- Beer
- Eagle, site d'atterrissage d'Opportunity
- Emma Dean
- Endurance
- Erebus
- Mädler
- Victoria
- Vostok
- Concepcion
- Santa Maria